# 앤디 가르시아
앤디 가르시아(Andy García, 1956년 4월 12일 ~ )는 미국의 배우이다. 1981년 드라마 'Hill Street Blues'으로 데뷔하였다.

## 출연 작품
- 큰 도둑 작은 도둑
- 유혹은 밤 그림자처럼
- 남자가 사랑할때
- 환생
- 제니퍼 연쇄 살인사건
- 언터처블
- 블랙 아웃
- 오션스 13 - 테리 베네딕 역
- 뉴욕 아이 러브 유
- 리틀 빅 히어로
- 패신저스
- 지오스톰
- 벤트: 마약의 도시 - 지미 역
- 마이 디너 위드 허브
- 캐시트럭 - 킹 요원 역
- 페인 허슬러 - 닐 박사 역